# Simon Townshend

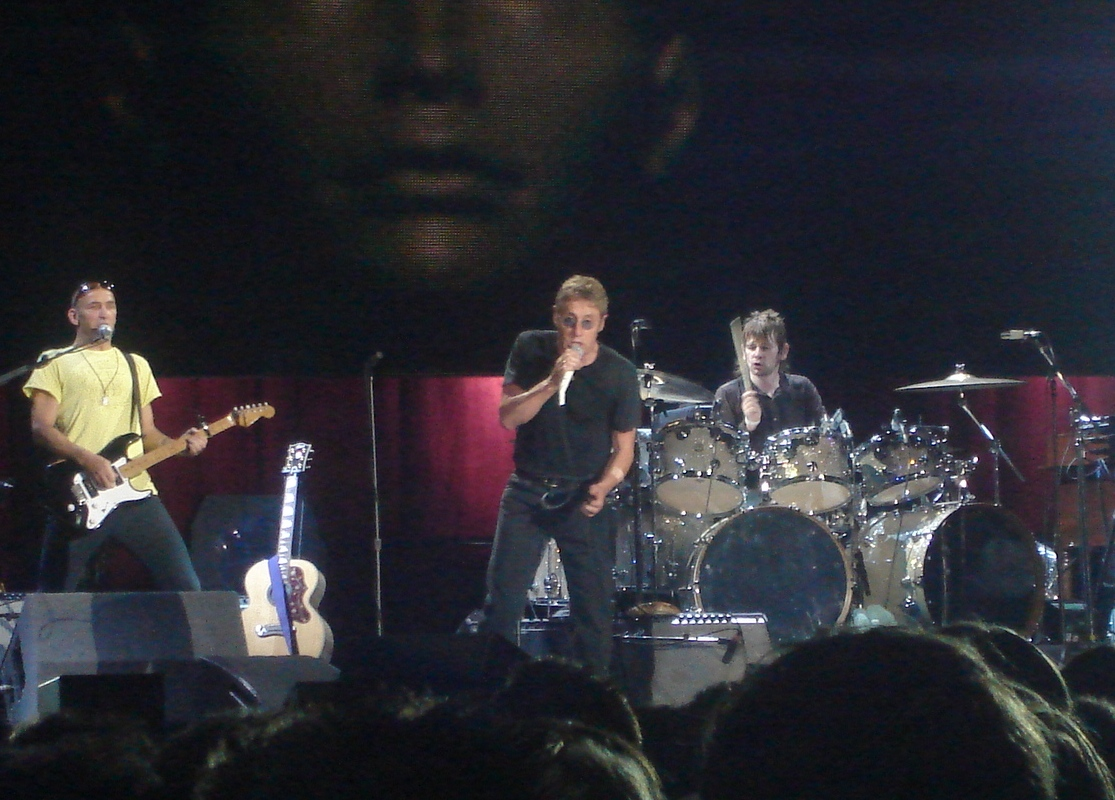
Simon Townshend (l) met Roger Daltrey en Zak Starkey

Simon Townshend is een Engelse musicus en tekstschrijver. Hij is de jongere broer van de bekende gitarist Pete Townshend, van The Who.

## The Who
Toen The Who in 1996 en 1997 bezig was met z'n Quadrophenia-tour, werd hem gevraagd de band zo lang te versterken als tweede gitarist en achtergrondzanger. In 2002 kwam hij terug bij de band en is sindsdien mee blijven optreden met The Who. Op de nieuwste plaat van The Who, "Endless Wire" (voorheen "WHO2") is Simon ook te horen.

## Solocarrière
In 1996 hielp hij mee om zijn eigen platen- annex productiemaatschappij, genaamd "Stir Music" op te richten. Hiermee heeft hij verschillende platen uitgebracht.
Simon Townshend speelt en schrijft ook voor zijn eigen band, genaamd Casbah Club. In deze band zitten onder anderen ook: Bruce Foxton (The Jam, Stiff Little Fingers) en Mark Brzezicki (The Cult, Procol Harum).

## Discografie
- Sweet Sound - 1983 debuutalbum
- Moving Target - 1985
- Among Us - 1997
- Animal Soup - 1999
- Bare Bodies Bare Assets (live acoustic - 2000)
- Ages - 2000
- simontowshendis - 2002

Simon is in 2007 met The Who op een wereldtournee geweest.